# Makurdi
Makurdi je glavni grad nigerijske savezne države Benue. Nalazi se 190 km jugoistočno od Abuje. Leži na rijeci Benue, na 95 metara nadmorske visine. Željezničkom prugom spojen je s Port Harcourtom. Stanovništvo sačinjavaju etničke skupine Idoma, Igede i Tiv.
Pored grada se nalazi baza nigerijskog ratnog zrakoplovstva, s eskadrilama zrakoplova MiG-21 i SEPECAT Jaguar.
Prema popisu iz 1991., Makurdi ima 151.515 stanovnika.